# Federico Gallego
Federico Gallego, vollständiger Name Federico Gallego Revetria, (* 13. Juni 1990 in Montevideo) ist ein uruguayischer Fußballspieler.

## Karriere
Der 1,77 Meter große Mittelfeldakteur Gallego steht mindestens seit der Saison 2013/14 im Kader des uruguayischen Erstligisten Sud América. In jener Spielzeit wurde er dort 27-mal in der Primera División eingesetzt. Dabei schoss er zwei Tore. In der Apertura 2014 sind 14 Erstligaeinsätze (ein Tor) für ihn verzeichnet. Insgesamt absolvierte er für die Montevideaner im Rahmen seiner Vereinszugehörigkeit 84 Spiele, in denen er sechs Tore erzielte. Ende Januar 2015 wechselte er auf Leihbasis nach Argentinien zu den Argentinos Juniors. Er unterschrieb einen Vertrag für eine Spielzeit. Bei den Argentiniern lief er in 24 Erstligapartien auf und erzielte einen Treffer. Seit Anfang 2016 steht er wieder in Reihen Sud Américas. Dort sind in der Clausura 2016 zwölf Erstligaeinsätze (kein Tor) für ihn verzeichnet. In der Saison 2016 kam er in 14 Erstligaspielen (fünf Tore) zum Einsatz. In den ersten Januartagen 2017 schloss er sich CSD Comunicaciones an. Für die Guatemalteken lief er in 19 Partien (kein Tor) der Liga Nacional auf.